# Ebolo IV di Ventadorn
Ebolo IV di Ventadorn o di Ventadour, anche Eble IV de Ventadorn (fl. XII-XIII secolo) è stato un visconte di Ventadour (Corrèze, Francia) del XII-XIII secolo.
Figlio di Ebolo III di Ventadorn (morto nel 1170) e di Alais, figlia di Guglielmo VI di Montpellier e sorella maggiore di Guglielmo VII.
Ebolo IV sposò Sibilla di la Faye (figlia di Raoul di Châtellerault, grande siniscalco d'Aquitania) dalla quale ebbe otto figli, tra cui Ebolo V che sposerà Maria di Turenna, meglio nota come Maria di Ventadorn, trobairitz e mecenate di trovatori.